# Randolph Scott
Pour les articles homonymes, voir Scott.
Randolph Scott, est un acteur et producteur américain né le 23 janvier 1898 et mort le 2 mars 1987 à Beverly Hills (Californie). Il est notable pour avoir représenté avec John Wayne l'archétype du héros de Western des années 1940 à 1960, principalement dans les films réalisées par Budd Boetticher. 

## Biographie
Né dans une riche famille de Virginie, il est repéré par le producteur Howard Hughes sur un terrain de golf et débute par des comédies romantiques dans les années 1930.
Avec son visage buriné et sa nonchalance, Randolph Scott fut ensuite l'une des incarnations du héros de western et devint très populaire auprès du public dans les années 1950, notamment grâce à ses collaborations avec les réalisateurs André de Toth (Le Cavalier de la mort, Les Massacreurs du Kansas) et Budd Boetticher (Sept Hommes à abattre, L'Homme de l'Arizona, Comanche Station).
Les sept collaborations cinématographiques qui se déroulèrent de 1956 et 1960, entre le réalisateur Budd Boetticher et l'acteur Randolph Scott, sont appelées « cycle Ranown », du nom de la société Ranown Pictures qui produisit cinq de ces sept films.
Époux d'une riche héritière et producteur avisé, Scott fut l'un des hommes les plus riches de Hollywood lorsqu'il décida de mettre un terme à sa carrière en 1962 après Coups de feu dans la Sierra de Sam Peckinpah.

## Vie privée
Scott épouse en 1936 l'héritière (en) Marion du Pont (1894-1983), fille de William du Pont Sr. et sœur de l'éminent banquier (en) William du Pont Jr. Leur mariage resté sans enfant dure jusqu'en 1939.
En 1944, l'acteur se remarie avec Patricia Stillman qui est sa cadette de 21 ans. Ils adoptèrent deux enfants, Sandra et Christopher.

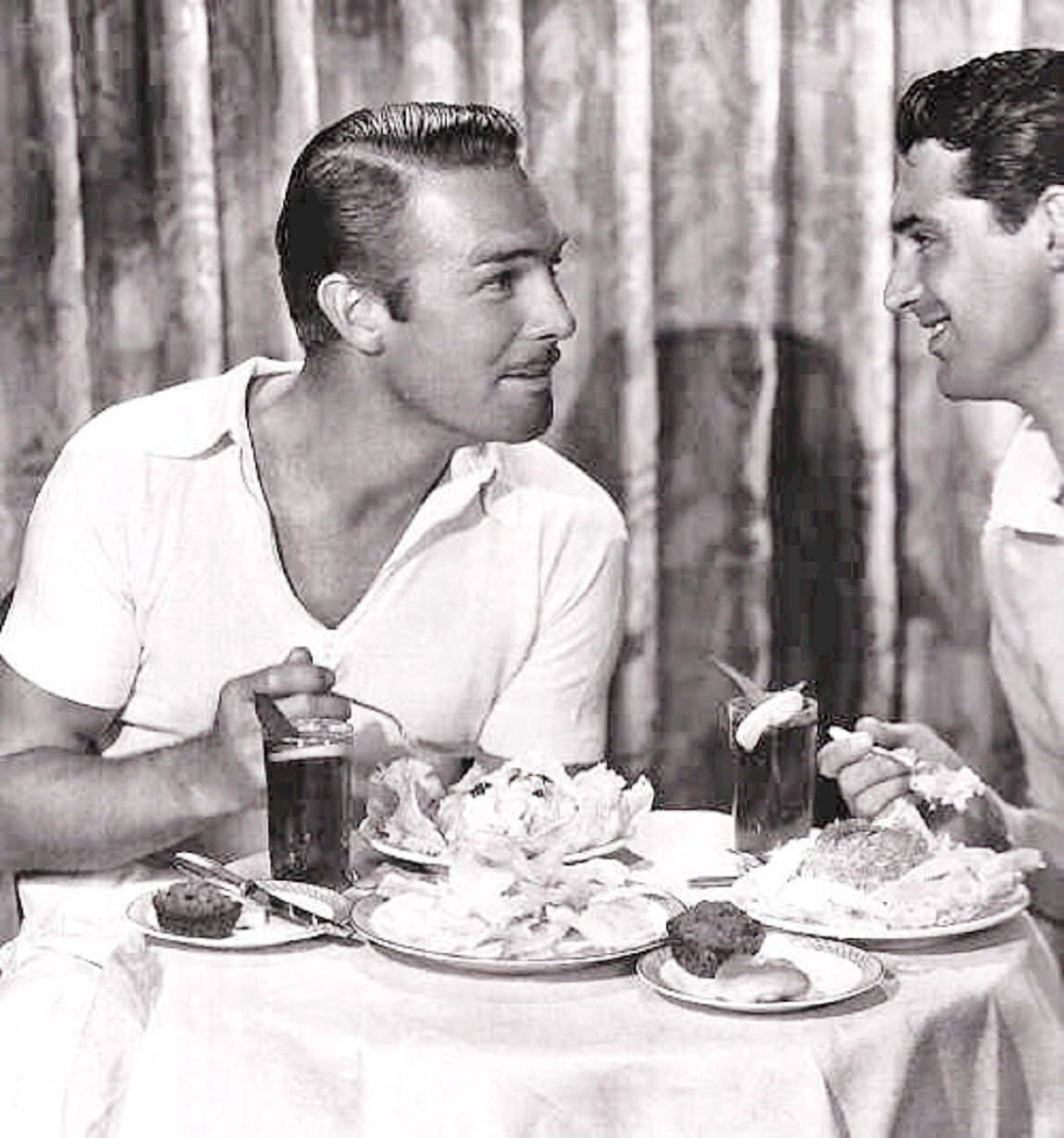
Randolph Scott et Cary Grant, en octobre 1933.

Durant sa vie, Scott a caché sa vie privée, tenant à vivre en dehors des médias : les rumeurs lui prêtèrent pourtant une attirance pour les hommes. 
Dans la vie, l'acteur était très ami avec Fred Astaire et Cary Grant, l'acteur fétiche d'Alfred Hitchcock. Il rencontra Grant durant le tournage de Hot Saturday en 1932 et, pour économiser leurs salaires alors encore modestes, selon un biographe[Qui ?], ils partagèrent une maison de plage à Malibu (surnommée Bachelor Hall, soit « la maison des Célibataires »). La première épouse de Cary Grant, Virginia Cherrill, s'installa même avec eux à son mariage, en 1934. Leur colocation dura presque 12 ans, jusqu'en 1944 (date du mariage de Scott avec Patricia Stillman) et suscita les gros titres durant des années, soupçonnant les deux acteurs de vivre une passion secrète. Christopher, le fils adoptif de Scott, démentit ces rumeurs. Budd Boetticher, qui dirigea Scott dans sept films entre 1956 et 1960, les qualifia de « foutaises ». Toutefois, dans ses mémoires, le journaliste de mode Richard Blackwell, qui a vécu quelques mois auprès de Grant et Scott, les décrit comme « profondément, follement amoureux ». Les deux acteurs restèrent amis toute leur vie.
Randolph Scott est enterré au cimetière Elmwood à Charlotte (Caroline du Nord), aux côtés de sa seconde épouse Patricia décédée en 2004 à 85 ans.

## Filmographie

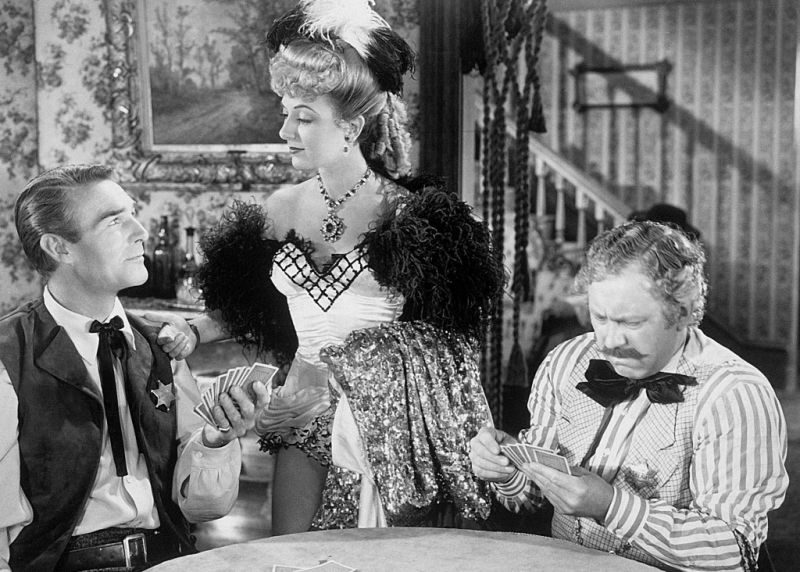
Randolph Scott, Ann Dvorak et Edgar Buchanan, dans Règlement de comptes à Abilene Town (1946).

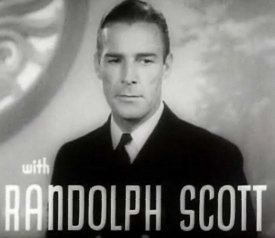
Dans En suivant la flotte (1936).

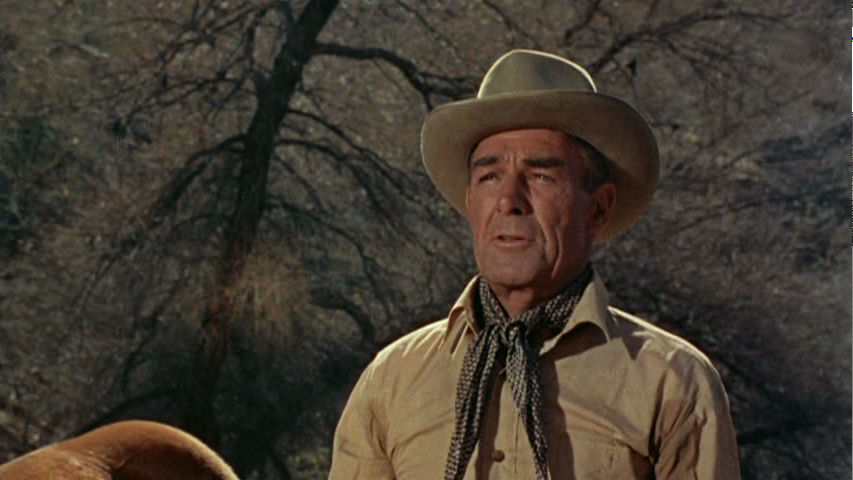
Dans L'Aventurier du Texas (1958).

### Cinéma

#### Années 1920
- 1929 : Le Torrent fatal (Weary River) de Frank Lloyd : un homme à l'audience
- 1929 : The Black Watch de John Ford : Le 42e habitant
- 1929 : Illusion de Lothar Mendes : un invité à la soirée
- 1929 : Le Cavalier de Virginie (The Virginian) de Victor Fleming : un cavalier
- 1929 : Les Pirates (The Far Cell) d'Allan Dwan : Helms
- 1929 : Dynamite de Cecil B. DeMille : Coal Miner
- 1929 : Half Marriage de William J. Cowen : Un patron de night club

#### Années 1930
- 1930 : Born Reckless de John Ford : Dick Milburn
- 1931 : Women Men Marry de Charles Hutchison : Steve Bradley
- 1932 : Sky Bride de Stephen Roberts : Capt. Frank Robertson
- 1932 : A Successful Calamity de John G. Adolfi : Larry Rivers
- 1932 : Hot Saturday de William A. Seiter : Bill Fadden
- 1932 : Heritage of the Desert de Henry Hathaway : Jack Hare
- 1932 : Blanco, seigneur des prairies (Wild Horse Mesa), de Henry Hathaway : Chane Weymer
- 1933 : Hello, Everybody! de William A. Seiter : Hunt Blake
- 1933 : La Ruée fantastique (Thundering Herd) de Henry Hathaway : Tom Doan
- 1933 : Murders in the Zoo de Edward Sutherland : Dr. Jack Woodford
- 1933 : Supernatural de Victor Halperin : Grant Wilson
- 1933 : Sunset Pass de Henry Hathaway : Ash Preston
- 1933 : Cocktail Hour de Victor Schertzinger : Randolph Morgan
- 1933 : Man of the Forest de Henry Hathaway : Brett Dale
- 1933 : To the Last Man d'Henry Hathaway : Lynn Hayden
- 1933 : Rêves brisés (Broken Dreams) de Robert G. Vignola : Dr. Robert Morley
- 1934 : La Dernière ronde (The Last Round-Up) de Henry Hathaway : Jim Cleve
- 1934 : Wagon Wheels de Charles Barton : Clint Belmet
- 1935 : Home on the Range (en) d'Arthur Jacobson : Tom Hatfield
- 1935 : Rocky Mountain Mystery de Charles Barton : Larry Sutton
- 1935 : Roses de sang (So Red the Rose) de King Vidor : Duncan Bedford
- 1935 : Roberta de William A. Seiter : John
- 1935 : Village Tale de John Cromwell : T.N. Somerville
- 1935 : La Source de feu (She) de Lansing C. Holden et Irving Pichel : Leo Vincey
- 1936 : En suivant la flotte (Follow the Fleet) de Mark Sandrich : Bilge Smith
- 1936 : And Sudden Death de Charles Barton : Lt. James Knox
- 1936 : Le Dernier des Mohicans (The Last of the Mohicans) de George B. Seitz : Hawkeye
- 1936 : Go West, Young Man d'Henry Hathaway : Bud Norton
- 1937 : La Furie de l'or noir (High, Wide and Handsome) de Rouben Mamoulian : Peter Cortlandt
- 1938 : The Road to Reno de S. Sylvan Simon : Steve Fortness
- 1938 : La Ruée sauvage (The Texans) de James Patrick Hogan : Kirk Jordan
- 1938 : Mam'zelle vedette (Rebecca of Sunnybrook Farm) d'Allan Dwan : Anthony Kent
- 1939 : Garde-côtes (Coast Gurad) d'Edward Ludwig : Lt. Thomas Bradshaw
- 1939 : Le Brigand bien-aimé (Jesse James) de Henry King : Will Wright
- 1939 : Susannah (Susannah of the Mounties) de William A. Seiter : Angus Montague
- 1939 : 20000 Men a Year d'Alfred E. Green : Brad Reynolds
- 1939 : L'Aigle des frontières (Frontier Marshal) d'Allan Dwan : Wyatt Earp

#### Années 1940
- 1940 : La Caravane héroïque (Virginia City) de Michael Curtiz : Vance Irby
- 1940 : Mon épouse favorite (My Favourite Wife) de Garson Kanin : Burkett
- 1940 : Les Dalton arrivent (When the Daltons Rode) de George Marshall : Tod Jackson
- 1941 : Ici Londres (London Calling) d'Edwin L. Marin : Lt. Nicholas Jordan
- 1941 : Les Pionniers de la Western Union (Western Union) de Fritz Lang : Vance Shaw
- 1941 : La Reine des rebelles (Belle Starr, the Bandit Queen) d'Irving Cummings : Sam Starr
- 1942 : Les Rivages de Tripoli (To the Shores of Tripoli) de H. Bruce Humberstone : Sgt. Dixie Smith
- 1942 : Les Écumeurs (The Spoilers) de Ray Enright : Alex McNamara
- 1942 : La Fièvre de l'or noir (Pittsburgh) de Lewis Seiler : Cash Evans
- 1943 : Les Desperados (The Desperadoes) de Charles Vidor : Sheriff Steve Upton
- 1943 : Corvette K-225 de Richard Rosson : Lt. Com. MacClain
- 1943 : Bombardier de Richard Wallace : Capt. Buck Oliver
- 1943 : Gung Ho! de Ray Enright : Col. Thorwald
- 1944 : La Belle de l'Alaska (Belle of the Yukon) de William A. Seiter : John Calhoun
- 1944 : Hollywood Parade (Follow the boys) de A. Edward Sutherland : Randolph Scott
- 1945 : Le Capitaine Kidd (Captain Kidd), de Rowland V. Lee : Adam Mercy/Adam Blayne
- 1945 : China Sky de Ray Enright : Dr. Gray Thompson
- 1946 : La Ville des sans-loi (Badman's Territory) de Tim Whelan : Mark Rowley
- 1946 : Règlement de comptes à Abilene Town (Abilene Town) d'Edwin L. Marin : Dan Mitchell
- 1946 : Maman déteste la police (Home Sweet Homicide) : Lt. Bill Smith
- 1947 : La Vallée maudite (Gunfighters) de George Waggner : Brazos Kane
- 1947 : Rendez-vous de Noël (Christmas Eve) d'Edwin L. Marin : Jonathan
- 1947 : Du sang sur la piste (Trail Street) de Ray Enright : Bat
- 1948 : Ton heure a sonné (Coroner Creek) de Ray Enright : Chris Danning
- 1948 : La Descente tragique (Albuquerque) de Ray Enright : Cole Armin
- 1948 : Far West 89  (Return of the Bad Men) : Vance
- 1949 : Les Aventuriers du désert (The Walking Hills) de John Sturges : Jim Carey
- 1949 : Face au châtiment (The Doolins of Okloahoma) de Gordon Douglas : Bill Doolin/Bill Daley
- 1949 : L'Homme de Kansas City (Fighting Man of the Plains) d'Edwin L. Marin : Jim Dancer

#### Années 1950
- 1950 : La Piste des caribous (The Cariboo Trail) d'Edwin L. Marin : Jim Redfern
- 1950 : L'Homme du Nevada (The Nevadan) de Gordon Douglas : Andrew Barclay
- 1950 : Colt .45 de Edwin L. Marin : Steve Farrell
- 1951 : Le Cavalier de la mort (Man in the Saddle) de André de Toth : Owen Merritt
- 1951 : La Bagarre de Santa Fe (Santa Fe) de Irving Pichel : Britt Canfield
- 1951 : La Ronde des étoiles (Starlift) de Roy Del Ruth : lui-même
- 1951 : La Furie du Texas (Fort Worth) d'Edwin L. Marin : Ned Britt
- 1951 : Sugarfoot d'Edwin L. Marin : Jackson Redan
- 1952 : Les Conquérants de Carson City (Carson City) de André de Toth : Silent Jeff Kincaid
- 1952 : Le Relais de l'or maudit (Hangman’s Knot) de Roy Huggins : Major Matt Stewart
- 1953 : La Taverne des révoltés (The Man Behind the Gun) de Felix E. Feist : Major Ransome Callicut
- 1953 : Les Massacreurs du Kansas (The Stranger Wore a Gun) d'André de Toth : Jeff Travis
- 1953 : La Trahison du capitaine Porter (Thunder Over the Plains) d'André de Toth : Capt. David Porter
- 1954 : Le Cavalier traqué ('Riding Shotgun) d'André de Toth : Larry Delong
- 1954 : Terreur à l'Ouest (The Bounty Hunter) d'André de Toth : Jim Kipp
- 1955 : La Furieuse chevauchée (Tall Man Riding) de Lesley Selander : Larry Madden
- 1955 : Dix Hommes à abattre (Ten Wanted Men) de H. Bruce Humberstone : John Stewart
- 1955 : Ville sans loi (A Lawless Street) de Joseph H. Lewis : Marshall Calem Ware
- 1955 : Les Rôdeurs de l'aube (Rage at Dawn) de Tim Whelan : James Barlow
- 1956 : La Mission du capitaine Benson (7th Cavalry) de Joseph H. Lewis : Capt. Tom Benson
- 1956 : Sept Hommes à abattre (Seven Men from Now) de Budd Boetticher : Ben Stride
- 1957 : L'Homme de l'Arizona (The Tall T) de Budd Boetticher : Pat Brennan
- 1957 : Le Vengeur (Shoot-Out at Medicine Bend) de Richard L. Bare : Capt Buck Devlin
- 1957 : Décision à Sundown (Decision at Sundown) de Budd Boetticher : Bart Allison
- 1958 : L'Aventurier du Texas (Buchanan Rides Alone) de Budd Boetticher : Tom Buchanan
- 1959 : Le Courrier de l'or (Westbound) de  Budd Boetticher : Capt. John Hayes
- 1959 : La Chevauchée de la vengeance (Ride Lonesome) de  Budd Boetticher : Ben Brigade

#### Années 1960
- 1960 : Comanche Station de Budd Boetticher : Jefferson Cody
- 1962 : Coups de feu dans la Sierra (Ride the High Country) de Sam Peckinpah : Gil Westrum

## Voix françaises
- Marc Valbel dans :
  - Les Aventuriers du désert
  - Le Cavalier de la mort
  - Le Relais de l'or maudit
  - Les Massacreurs du Kansas
  - La Furieuse chevauchée
  - Ville sans loi
  - La Chevauchée de la vengeance (1er doublage)

- Roger Tréville dans :
  - Les Desperados
  - Du sang sur la piste
  - Far West 89

- Jean-Claude Michel dans :
  - Décision à Sundown
  - La Chevauchée de la vengeance (2e doublage)
  - Comanche Station

- Jean Martinelli dans :
  - Les Conquérants de Carson City
  - La Taverne des révoltés

- Michel Gatineau dans :
  - Le Vengeur
  - La Furie du Texas (doublé seulement en 1965)

et aussi :
- Dany Fontenay dans Mon épouse favorite
- Pierre Morin dans Les Pionniers de la Western Union
- Robert Dalban dans La Bagarre de Santa Fe
- Pierre Hatet dans Le Cavalier traqué (doublé en 1985)
- Jean Davy dans Dix Hommes à abattre
- Georges Aminel dans L'Homme de l'Arizona
- René Arrieu dans L'Aventurier du Texas
- Raymond Loyer dans Le Courrier de l'or
- André Valmy dans Coups de feu dans la Sierra
- Roger Rudel dans La Classe américaine (TV)